# Omulonga (Wahlkreis)
Der Wahlkreis Omulonga ist ein Wahlkreis im Südwesten der Region Ohangwena im zentralen Norden Namibias. Kreisverwaltungssitz ist Onamukulo. Im Wahlkreis leben (Stand 2023) 32.800 Menschen auf einer Fläche von 501 Quadratkilometern. Er ist der bevölkerungsreichste Wahlkreis der Region.

## Wahlen
| Wahl | Name               | Partei | Stimmenanteil |
| ---- | ------------------ | ------ | ------------- |
| 1992 |                    |        |               |
| 1998 |                    | SWAPO  | o. W. 1       |
| 2004 | Anna Kufu          | SWAPO  | 99,1 %        |
| 2010 | Erickson Ndawanifa | SWAPO  | 96,1 %        |
| 2015 | Erickson Ndawanifa | SWAPO  | 97,6 %        |
| 2020 | Erickson Ndawanifa | SWAPO  | 80,8 %        |